# William B. Cushing

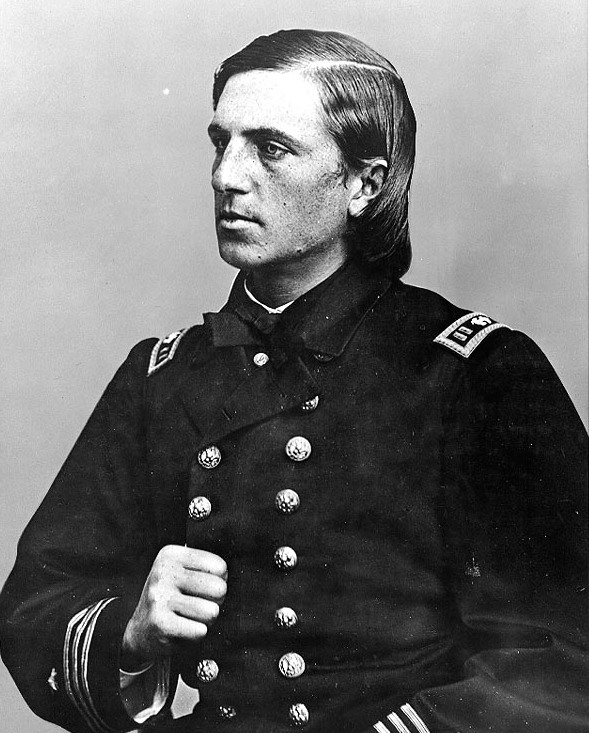
William B. Cushing som löjtnant.

William Barker Cushing, född den 4 november 1842 i Delafield, Wisconsin, död den 17 december 1874 i Washington, D.C., var en amerikansk sjöofficer.
Cushing inträdde 1857 i sjötjänst, befordrades 1862 till löjtnant och 1864 till kaptenlöjtnant i flottan. Under amerikanska inbördeskriget gjorde han sig känd genom varjehanda vågsamma krigsäventyr. En oktobernatt 1864 utförde han vid Plymouth, i Massachusetts, en bedrift, som med ens gjorde hans namn berömt. Han angrep nämligen då med sin ångbarkass sydstaternas bepansrade rammfartyg Albemarle, som låg förtöjt utanför nämnda stad och var skyddat av svåra stängselbommar, samt lyckades, trots en mördande eld från pansarfartyget, att passera stängslet och sänka det med en torped. Hans egen båt gick förlorad; besättningen, utom en man, drunknade eller tillfångatogs, och Cushing själv räddade sig simmande, om än med yttersta möda. För denna bragd fick han ta emot en tacksamhetsadress från kongressen. Efter kriget tjänstgjorde Cushing på flera sjöexpeditioner och blev 1872 commander, men tog därefter avsked på grund av att hans hälsa blivit undergrävd genom överansträngningar.